# Вторая Французская республика
Вторая Французская республика — период французской истории с 1848 по 1852 годы. Республиканская форма правления провозглашена в феврале 1848 года после революции, отречения и бегства Луи-Филиппа I; затем у власти находилось временное правительство. В течение того же года президентом республики был избран принц Луи Наполеон Бонапарт, племянник Наполеона I; его правление довольно быстро стало авторитарным, 2 декабря 1851 года он присвоил себе исключительные полномочия, а ровно через год, 2 декабря 1852 года, провозгласил себя императором под именем Наполеона III; на этом Вторая республика прекратила существование, и началась Вторая французская империя.

## Революция 1848 года
23 февраля было днём восстания партии реформы против Гизо; 24 февраля — днём революции, произведённой союзом радикально-буржуазных элементов с социалистическими; победа на баррикадах принадлежала последним, но временное правительство состояло в значительной степени из людей, боявшихся пролетариата и ненавидевших социализм. В его составе только Араго, Ледрю-Роллен, Флокон, Блан и Альбер были несомненными и искренними республиканцами, и только два последних — социалистами; Ламартин, Дюпон, Гарнье-Пажес, Мари, Кремьё и Марра представляли интересы различных слоёв буржуазии.
О борьбе между ними, о манифестациях 28 февраля и др., об основании и закрытии национальных мастерских, о восстании пролетариата в июне 1848 года и его страшном поражении, о диктатуре генерала Кавеньяка — см. основную статью.

### Временное правительство и отмена рабства
В правительстве господствовали умеренные; во всех правительственных заявлениях говорилось больше о порядке, чем о свободе. Однако самое важное из требований демократов было удовлетворено временным правительством: было введено всеобщее голосование. Декретом 5 марта выработка конституции была предоставлена учредительному собранию (из одной палаты). Для пассивного права голоса не было установлено никакого ценза (кроме возрастного — 25 лет); депутатам назначены суточные по 25 франков; число депутатов определено в 900 (в том числе 16 для Алжира и колоний). Этим в значительной степени была предрешена и конституция. Декретом временного правительства 27 апреля 1848 года отменено рабство в колониях.

### Учредительное собрание
Выборы в Учредительное собрание происходили 23 и 24 апреля, собрание же открылось 4 мая. При выборах обнаружилось, что провинция далеко не шла за Парижем, произведшем революцию; в учредительном собрании радикалы и социалисты были в меньшинстве, а большинство состояло из умеренных республиканцев различных оттенков; были в нём и монархисты. Обстоятельства определили политику учредительного собрания, которая могла быть только республиканской.
Провозглашение республики
В первый же день, 4 мая, учредительное собрание провозгласило республику; 9 мая вручило временную правительственную власть «исполнительной комиссии» из 5 членов (Араго, Мари, Гарнье-Пажес, Ламартин, Ледрю-Роллен); 24 мая установило три основных принципа иностранной политики — «дружественный союз с Германией, восстановление независимой и свободной Польши, освобождение Италии». 11 августа 1848 года был издан закон о печати, хотя и более мягкий, чем аналогичные законы предыдущей эпохи, но всё же довольно суровый («за нападки на права и авторитет национального собрания» — до 5 лет тюрьмы и до 6000 франков штрафа).
Новая конституция
Наконец, 4 ноября 1848 года была готова конституция. Она начиналась словами: «Перед Богом и во имя французского народа национальное собрание провозглашает»; затем следует декларация прав, в новой редакции. Законодательная власть вручалась национальному собранию из одной палаты с 750 депутатами, избираемыми на 3 года всеобщим, прямым и тайным голосованием; исполнительная власть — президенту республики, избираемому тоже всенародной прямой подачей голосов (из-за этого пункта шла упорная борьба; Греви видел опасность в избрании президента народом, и требовал избрания его национальным собранием, но остался в меньшинстве; даже большинство республиканцев не поняло той опасности, которой они подвергают республику, и голосовали против Греви).

## Луи Наполеон у власти

### Президент республики
10 декабря 1848 года происходили выборы президента республики. Кандидатом крупной буржуазии был генерал Кавеньяк. Против него выступил Луи Наполеон, за которого голосовали все несочувствовавшие «республике богатых»: крестьяне и военные, для которых имя Наполеона было священным; пролетариат, ненавидевший Кавеньяка; мелкая буржуазия; даже большинство сторонников Бурбонов (Тьер, Монталамбер, О. Барро). Избран был Луи Наполеон, который тотчас же систематически и осторожно стал подготавливать восстановление империи.

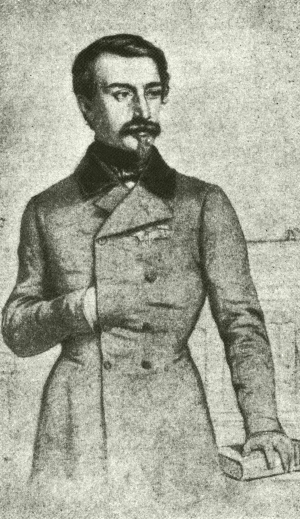
Принц Луи-Наполеон. 5434 тыс. голосов
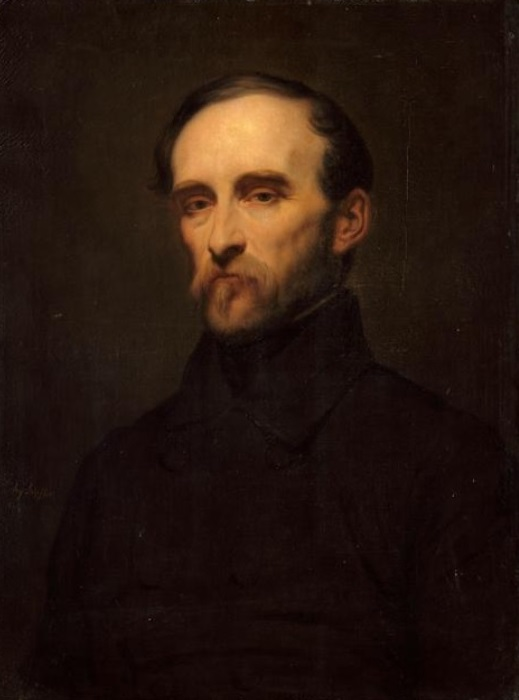
Кавеньяк. 1448 тыс. голосов
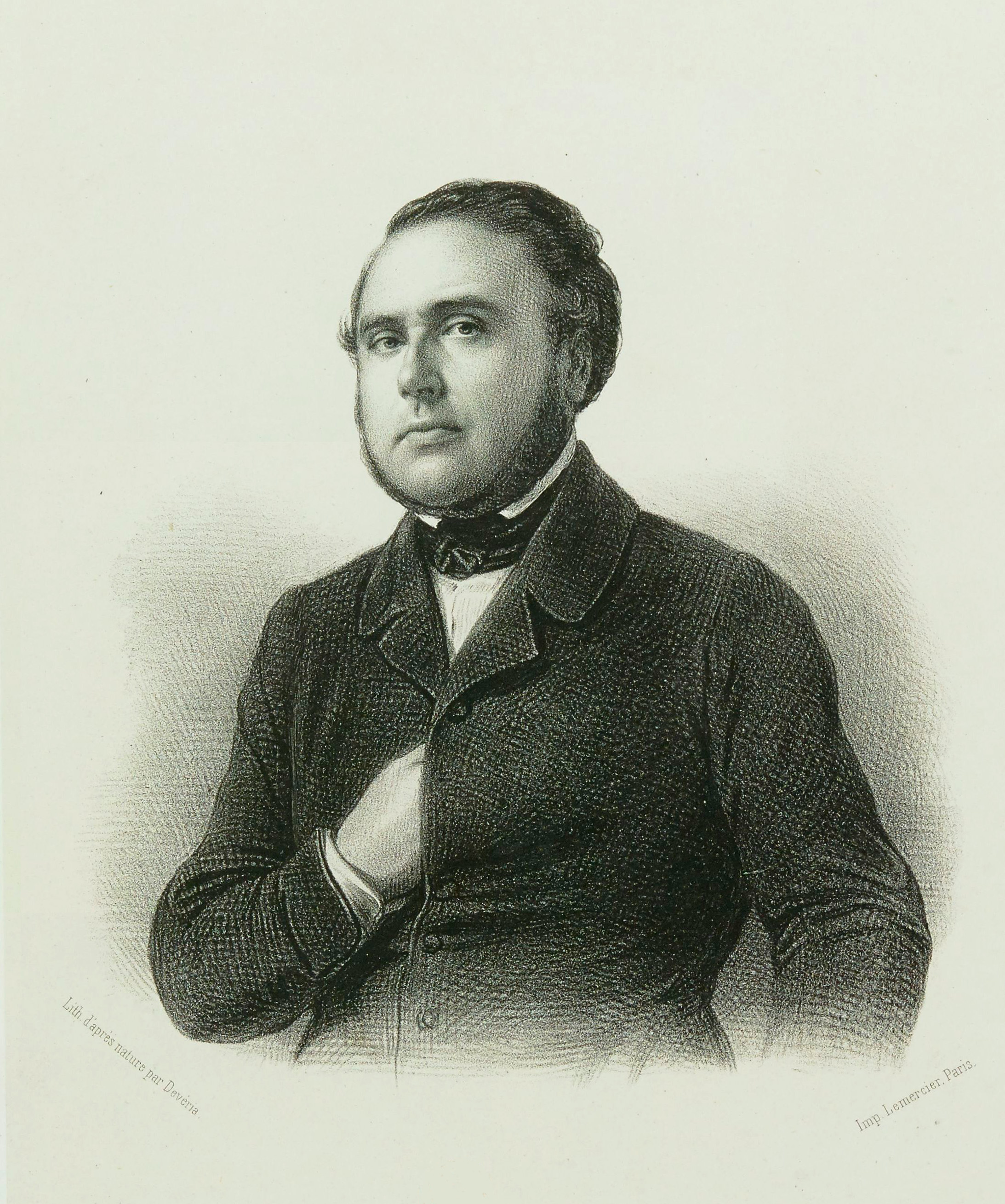
Ледрю-Роллен. 370 тыс. голосов.
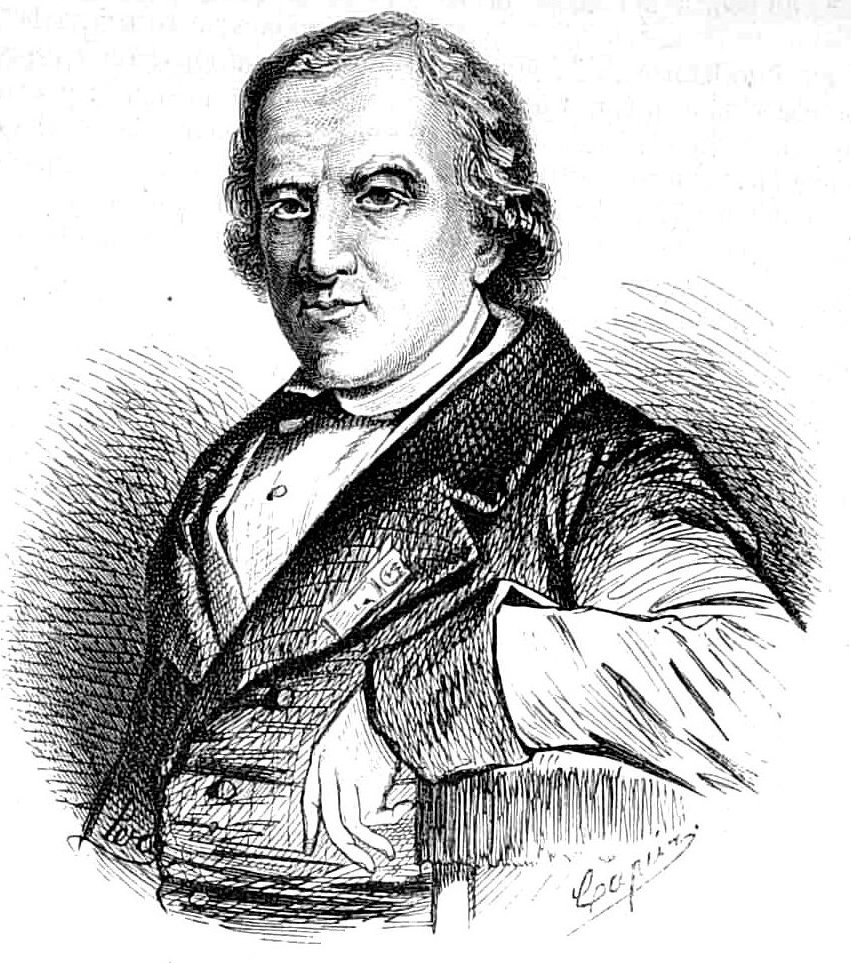
Распайль. 36 тыс. голосов
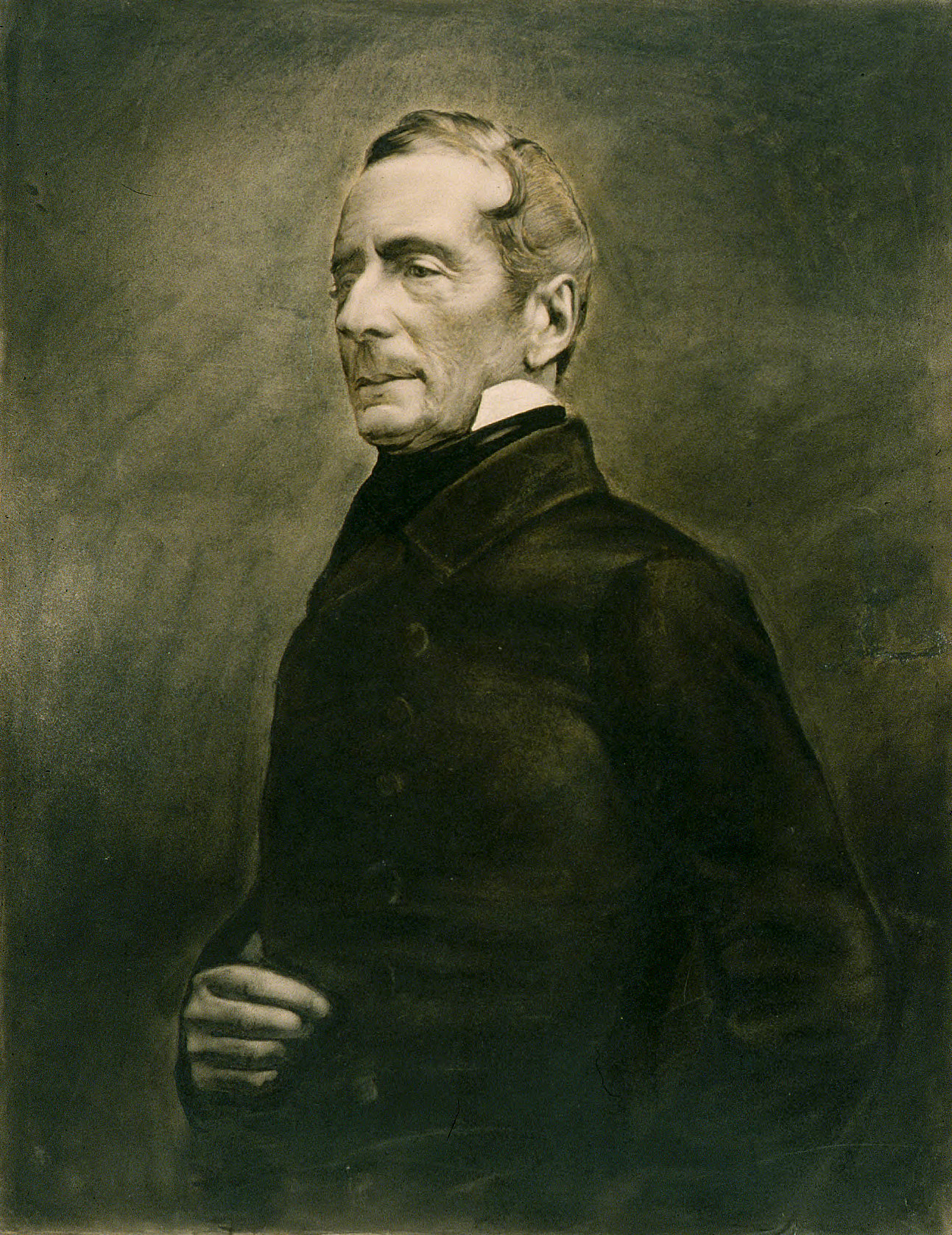
Ламартин. 8 тыс. голосов

### Консервативная республика
15 марта 1849 года учредительное собрание утвердило избирательный закон (выборы по спискам) и разошлось в мае, проголосовав за бюджет и кредиты на римскую экспедицию. 
Новое национальное собрание, известное под именем законодательного, было избрано 13 мая и открыто 28 мая 1849 г. Выборы происходили при значительно ослабевшем политическом возбуждении народа: если на выборах в учредительное собрание 1848 г. из 9 360 000 записанных избирателей голосовало 7 893 000; то в 1849 г. из 9 936 000 — только 6 765 000. 
Усиленную избирательную агитацию вёл «комитет улицы Пуатье», представлявший союз трёх партий: орлеанистской (Тьер), легитимистской (Берье) и ультрамонтанской (Монталамбер). Выбрано было около 500 монархистов и клерикалов, 70 правых республиканцев и 180 левых («партия Горы»). Последние требовали «права на труд», прогрессивного подоходного налога, национализации железных дорог, рудников и др. 
Законодательное собрание действовало в реакционном направлении; президент не мешал ему, но искусно пользовался каждой его ошибкой для увеличения собственной популярности в народе. Принципы иностранной политики, провозглашённые учредительным собранием, были оставлены; президент, с одобрения законодательного собрания, предпринял римскую экспедицию, которая низвергла римскую республику и восстановила светскую власть папы. Она создала Наполеону чрезвычайную популярность среди всех клерикалов и гарантировала ему поддержку папы. 
В законодательном собрании прошли новый закон о печати (залог с журналов в 24 000 франков, строгий полицейский контроль над книжной и газетной торговлей, суровые наказания за преступления печати, запрещение депутату быть ответственным редактором журнала), клерикальный закон о народном просвещении (см. Фаллу) и закон о выборах 31 мая 1850 г., назначавший для пользования правом голоса трёхлетний срок жительства в одной коммуне, и следовательно, de facto лишавший массу рабочих права голоса. Этот крайне непопулярный закон, внесённый правительством и, следовательно, одобренный президентом, был представлен как дело исключительно собрания. 
При открытии сессии собрания 4 ноября 1851 года президент, в послании к нему, потребовал отмены этого закона; собрание отклонило требование. Начался конфликт между президентом и собранием, искусно раздуваемый первым, являвшимся в глазах народных масс защитником всеобщего голосования и в то же время бывшим в глазах духовенства, армии и даже значительной части буржуазии опорой религии, семьи, порядка, мира и носителем военной славы.

### Государственный переворот
2 декабря 1851 г. Наполеон совершил государственный переворот, состоявший в антиконституционном роспуске палаты, восстановлении всеобщего голосования и объявлении военного положения. 
Плебисцит, устроенный 20 декабря, санкционировал переворот и вручил Наполеону «необходимую власть для проведения в жизнь конституции на началах, предложенных в его прокламации 2 декабря»; 7 439 000 человек голосовали «за», 640 000 — «против». Начала эти были следующие: 
- ответственный глава государства, избираемый на 10 лет;
- министры, зависящие только от него;
- государственный совет, подготавливающий законы;
- законодательный корпус, избираемый всеобщей подачей голосов без scrutin de liste, фальсифицирующего выборы;
- вторая палата.

### Новая конституция
14 января 1852 года была опубликована составленная Наполеоном конституция. За конституцией последовали, в форме президентских декретов, законы о государственном совете, о системе выборов, о печати (восстановление предварительного разрешения периодических изданий, предостережения и запрещения их в административном порядке, залог до 50 000 франков, штемпельный сбор в 6 сантимов с каждого газетного листа, запрещение публиковать прения законодательного корпуса и сената иначе как по официальным, всегда сокращённым отчётам). 
29 февраля был выбран законодательный корпус и конституция вступила в силу. Однако очень скоро состоялся её пересмотр.

### Восстановление империи
7 ноября сенат провозгласил восстановление империи; 21 ноября плебисцит подтвердил это постановление, и, ровно через год после переворота, 2 декабря 1852 года Наполеон III торжественно провозглашён «милостью Божией и волей народа императором французов». Дальше см. Вторая Французская империя.